# Sharon Lavigne
Sharon Lavigne (nascuda el maig de 1950) és una activista per la justícia ambiental a Louisiana centrada en la lluita contra els complexos petroquímics a Cancer Alley. Va rebre la medalla Laetare el 2022, el màxim honor per als catòlics nord-americans, i va rebre el Premi Mediambiental Goldman l'any 2021.

## Activisme
Lavigne, que forma part de la parròquia de St. James, Louisiana, ha testimoniat davant el Congrés i dirigeix una organització religiosa, RISE St. James, centrada en prevenir l'expansió i que empitjori la contaminació de les plantes petroquímiques a la zona.
Lavigne també és col·laboradora de la Coalition Against Death Alley, un grup regional de justícia ambiental. També és demandant en White Hat v. Landry, un cas de justícia ambiental, centrat en els canvis a la llei de petroli i gas de Louisiana.
Lavigne se centra en la defensa de l'herència cultural de la comunitat afroamericana. El 2019, va organitzar la comunitat contra una nova fàbrica de Formosa Plastics Corp que hauria pertorbat una tomba d'esclaus a la comunitat. El desembre de 2020, el procés de la planta es va aturar per una sentència judicial. Anteriorment, havia ajudat a aturar projectes similars de Wanhua Chemical Group i South Louisiana Methanol.

## Premi Medioambiental Goldman
Lavigne va ser guardonada amb el Premi Mediambiental Goldman el 2021. Va ser nomenada l'any 2022 amb la medalla Laetare de la Universitat de Notre Dame el 27 de març de 2022. El mateix any, RISE, Earthjustice, Louisiana Bucket Brigade i altres demandants van guanyar una demanda contra Formosa que argumentava que la contaminació de l'aire potencial de la planta proposada violaria els estàndards federals.

## Vida personal
Lavigne és una professora d'educació especial jubilada. El seu pare era agricultor de canya de sucre a la zona, i la seva mare era mestressa de casa. La seva família va participar en accions de drets civils a la zona durant el moviment pels drets civils.
També és catòlica afroamericana, parroquiana de l'església catòlica de St. James a St. James, Louisiana.